# 慈民邨

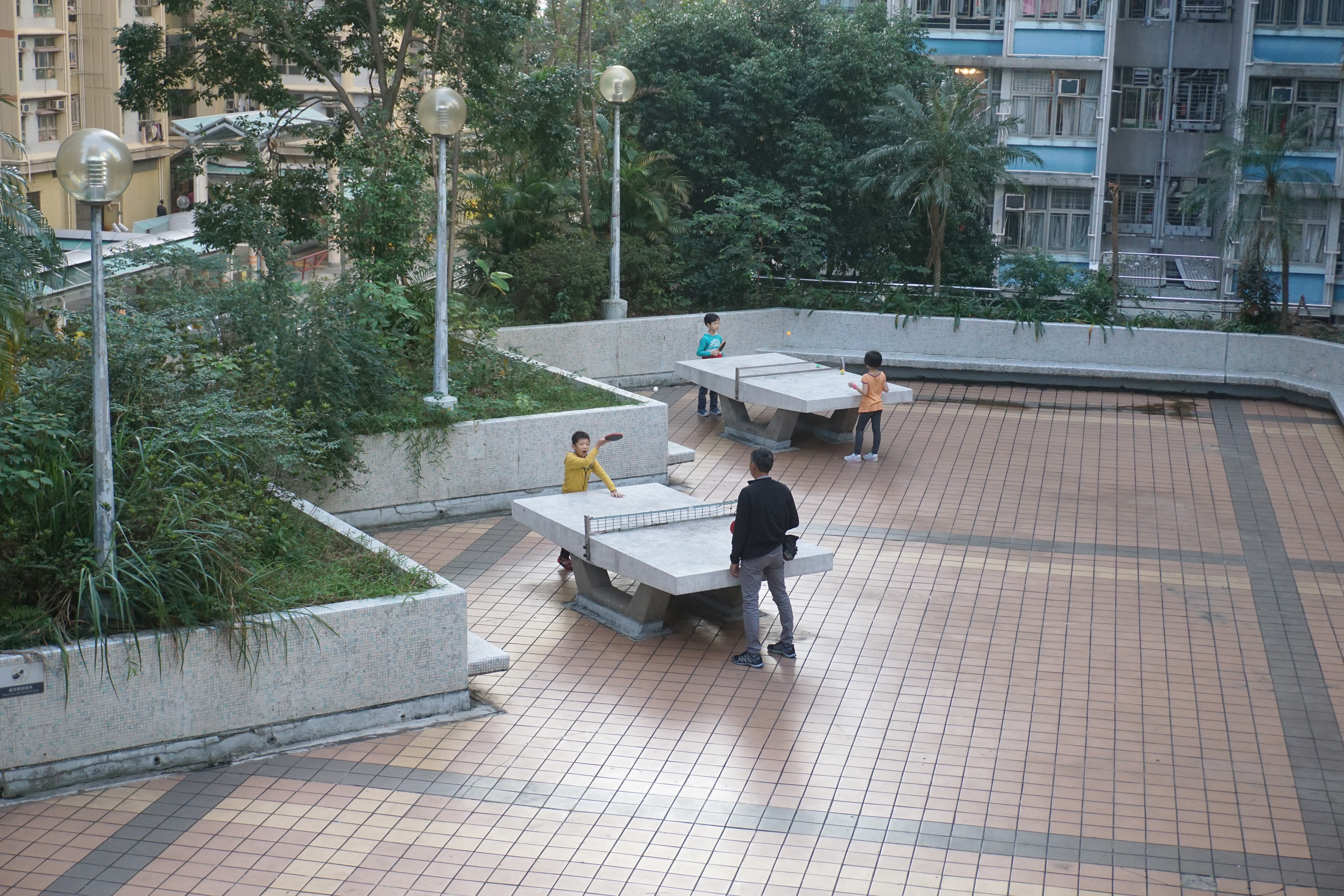
乒乓球枱

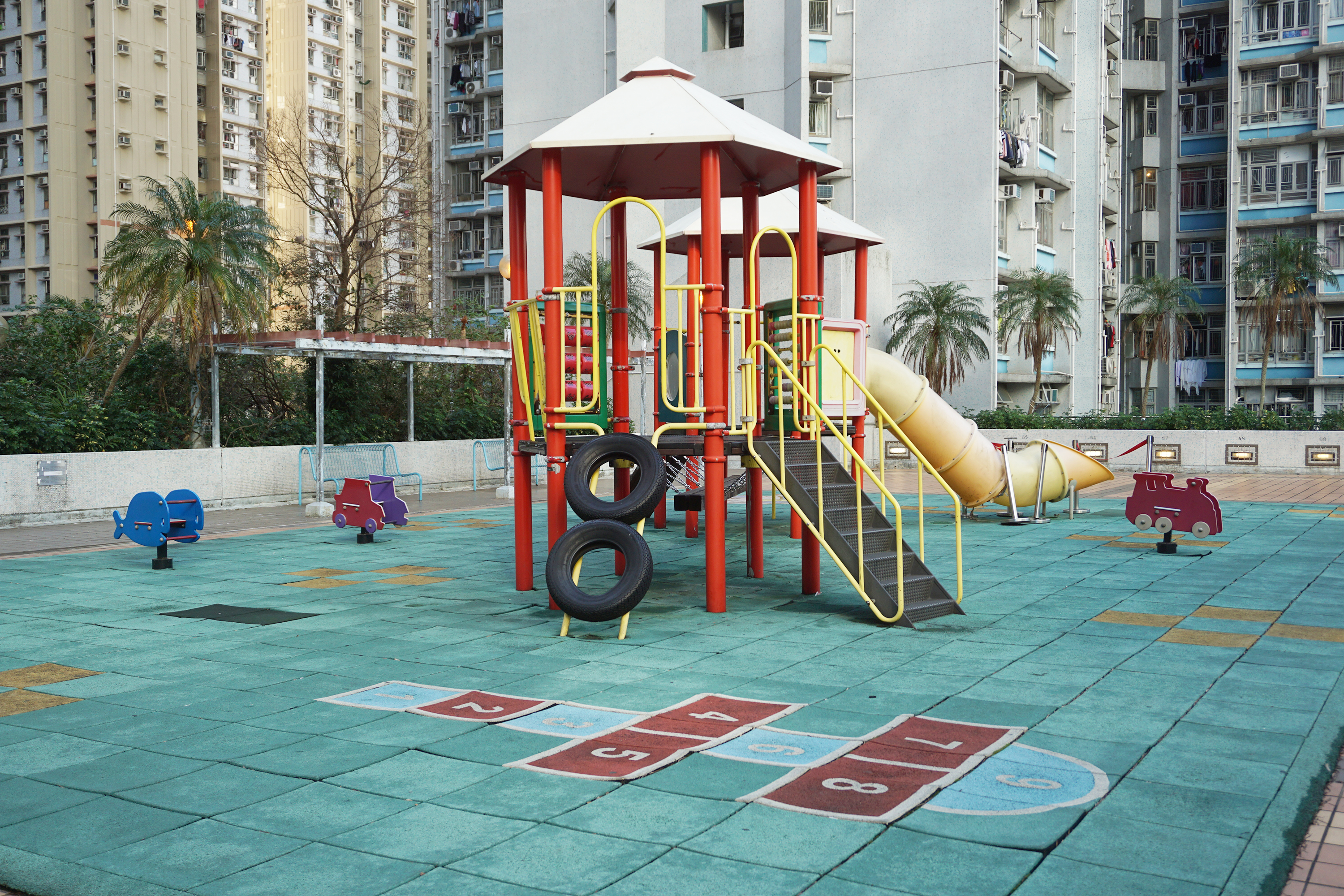
跳飛機、彈簧椅、獨木橋及管道滑梯

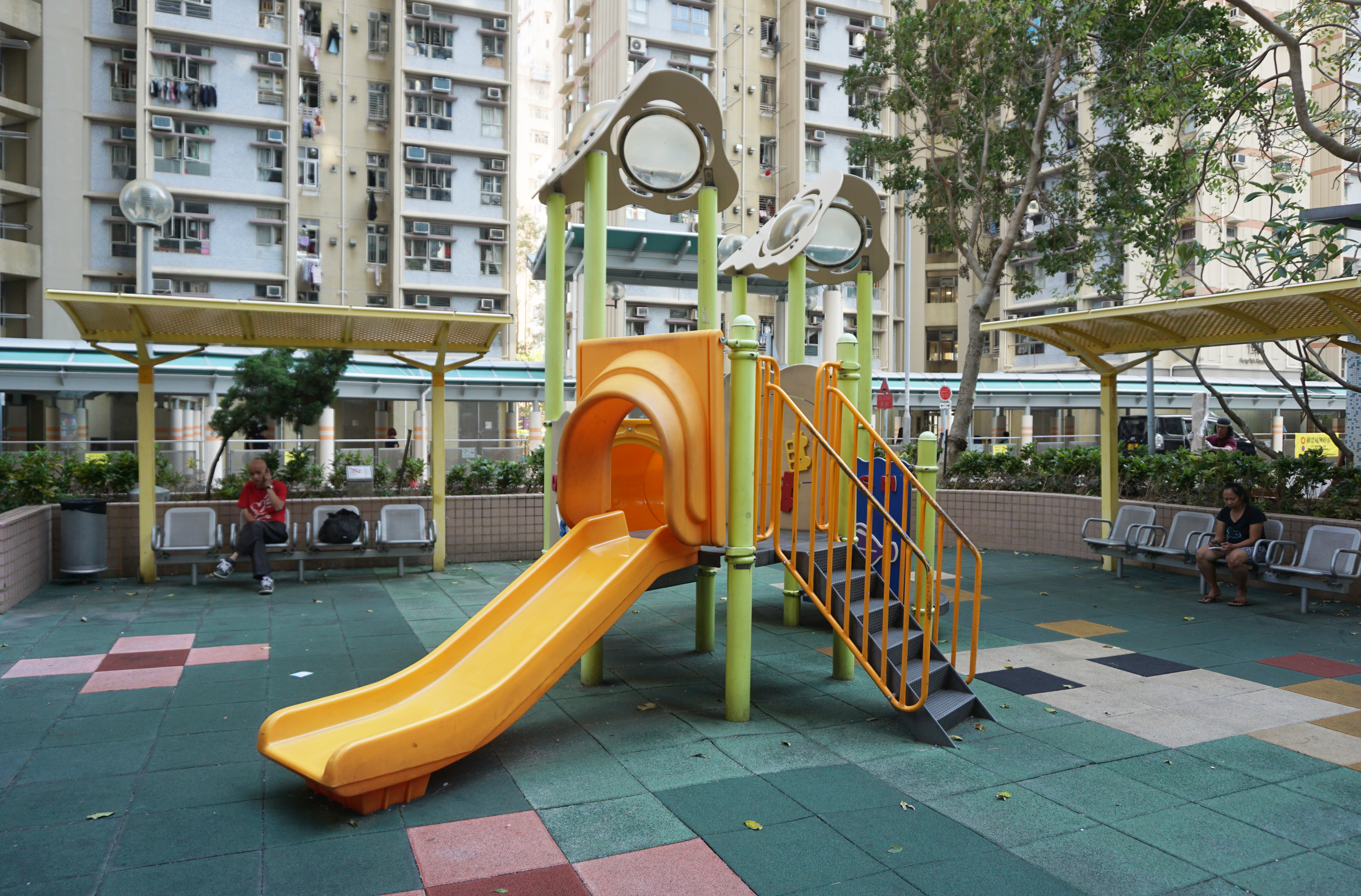
兒童遊樂場

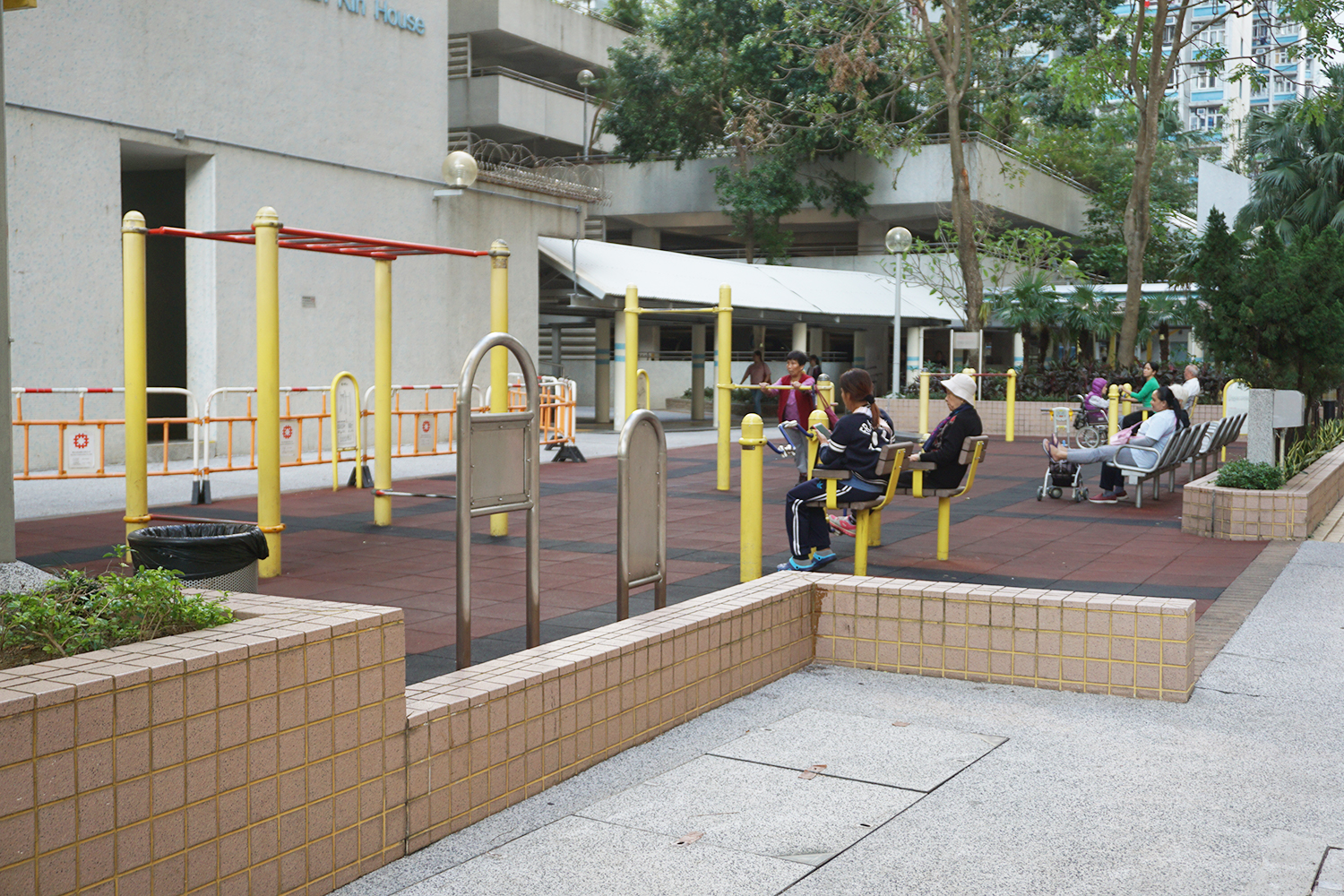
健體區及有蓋行人通道

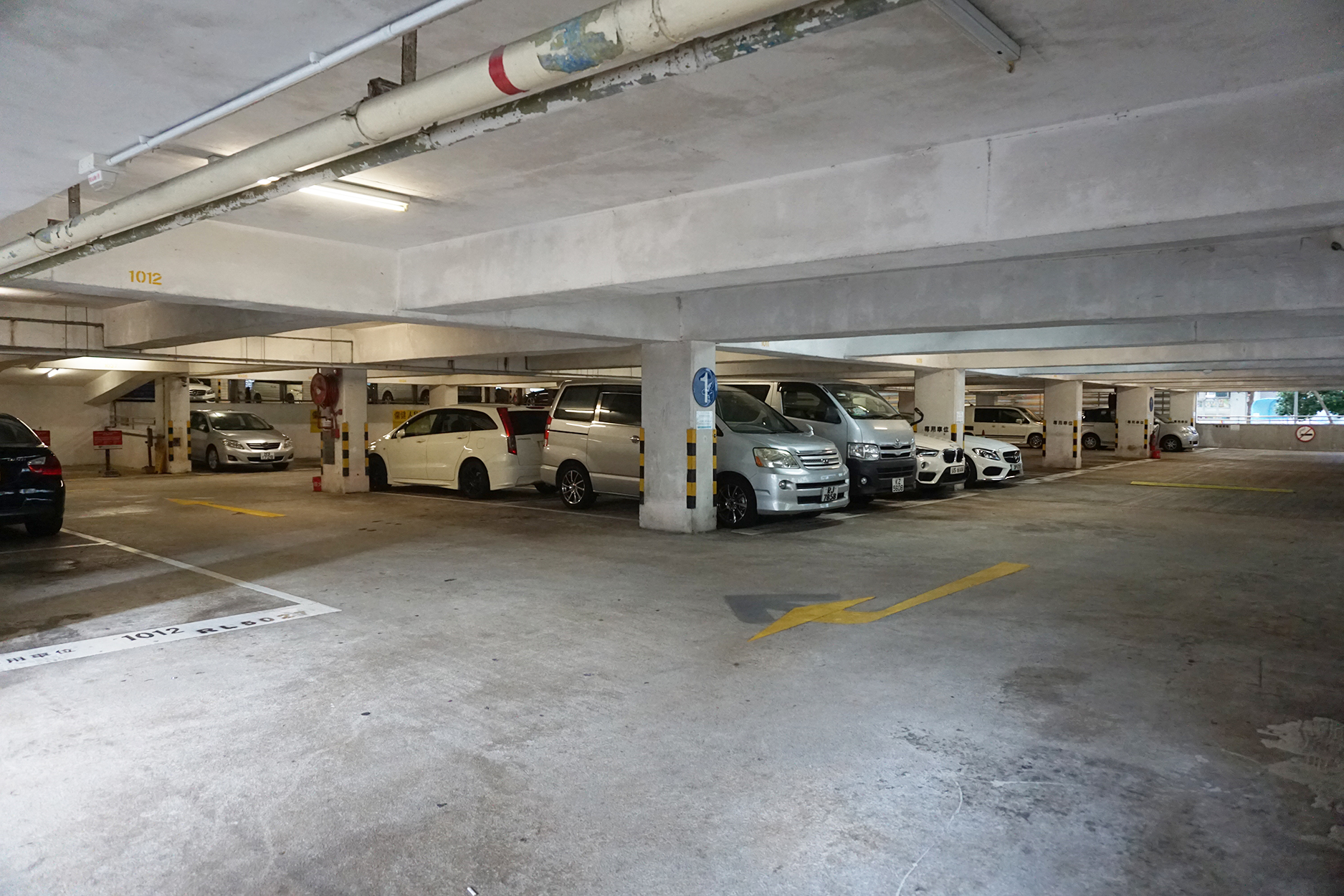
停車場

慈民邨（英語：Tsz Man Estate）是香港房屋委員會轄下的公共屋邨之一，位於九龍黃大仙區的慈雲山。

## 簡介
該邨以往屬於慈雲山邨的一部份。由於慈雲山邨的規模較大，房委會為了方便管理，於1980年把慈雲山邨分拆為五個較小的屋邨，慈民邨為其中之一，當時的第61至66座納入為慈民邨。其中第61座亦是香港房屋史上單一座數最多單位的大廈，全座共15層住宅單位提供1962個租住單位（每層提供132個單位），而第61至65座更是單一座數最多單位的建築羣，15層住宅單位提供4137個租住單位（每層提供277個單位）。
政府曾於1983到84年間，為所有樓齡超過5年的公屋進行全面勘查，發覺有不少大廈的石屎強度均未達標準，當中有26座大廈更低至不能接受的地步，並有即時倒塌危險，而慈民邨的第61至65座亦在「問題公屋」名單當中。這些「問題公屋」需儘快清拆，因此按照「擴展重建計劃」，這五座大廈早於1989年清拆，重建為現時的三座新廈及慈安苑的安欣閣，而居民則遷往黃大仙下（一）邨。
政府曾擬押後重建第66座，但經區議會爭取後，最終亦於1997年9月26日如期清拆重建。新廈原本擬作居屋（慈安苑三期）出售，其後於2001年因暫停出售居屋一期，而與其他屬於被取消的第23期乙居屋一併改作公屋出租，曾經一度復歸慈民邨，並列為E至I座，後來基於方便管理的原則，再次分拆成為現時的慈康邨。

## 屋邨資料

### 現時樓宇
| 樓宇名稱（座號） | 樓宇類型                 | 落成年份 | 樓宇層數 （住宅層數） | 每層伙數                                 | 每座單位總數（伙） | 承建商   | 提供升降機的廠商 |
| ---------------- | ------------------------ | -------- | --------------------- | ---------------------------------------- | ------------------ | -------- | ---------------- |
| 民裕樓（A座）    | 和諧一型（第一代第一款） | 1994年   | 39（38）              | 18（2-18，20-38樓） 17（19樓） 16（1樓） | 681                | 中國建築 | 通力             |
| 民健樓（B座）    | 和諧一型（第一代第二款） | 1994年   | 39（38）              | 18（2-18，20-38樓） 17（19樓） 16（1樓） | 681                | 中國建築 | 通力             |
| 民泰樓（C座）    | 和諧一型（第一代第二款） | 1994年   | 39（38）              | 18（2-18，20-38樓） 17（19樓） 16（1樓） | 681                | 中國建築 | 通力             |

### 歷代樓宇
| 樓宇名稱（座號） | 樓宇類型 | 落成年份 | 拆卸年份 | 重建后原地所属的楼宇                           | 備註             | 安置屋邨 |
| ---------------- | -------- | -------- | -------- | ---------------------------------------------- | ---------------- | --- |
| 民智樓（第61座） | 第四型   | 1967年   | 1989年   | （同一屋邨） 民健樓 民泰樓 民裕樓 慈安苑安欣閣 | 26座問題公屋之一 | 順天邨 竹園南邨 竹園北邨 黃大仙下（一）邨 （獲編配至黃大仙下邨的居民中途以慈安邨安合樓作過渡居所，直至有關樓宇於1990年落成） |
| 民裕樓（第62座） | 第四型   | 1968年   | 1989年   | （同一屋邨） 民健樓 民泰樓 民裕樓 慈安苑安欣閣 | 26座問題公屋之一 | 順天邨 竹園南邨 竹園北邨 黃大仙下（一）邨 （獲編配至黃大仙下邨的居民中途以慈安邨安合樓作過渡居所，直至有關樓宇於1990年落成） |
| 民健樓（第63座） | 第四型   | 1967年   | 1989年   | （同一屋邨） 民健樓 民泰樓 民裕樓 慈安苑安欣閣 | 26座問題公屋之一 | 順天邨 竹園南邨 竹園北邨 黃大仙下（一）邨 （獲編配至黃大仙下邨的居民中途以慈安邨安合樓作過渡居所，直至有關樓宇於1990年落成） |
| 民泰樓（第64座） | 第四型   | 1967年   | 1989年   | （同一屋邨） 民健樓 民泰樓 民裕樓 慈安苑安欣閣 | 26座問題公屋之一 | 順天邨 竹園南邨 竹園北邨 黃大仙下（一）邨 （獲編配至黃大仙下邨的居民中途以慈安邨安合樓作過渡居所，直至有關樓宇於1990年落成） |
| 民欣樓（第65座） | 第四型   | 1967年   | 1989年   | （同一屋邨） 民健樓 民泰樓 民裕樓 慈安苑安欣閣 | 26座問題公屋之一 | 順天邨 竹園南邨 竹園北邨 黃大仙下（一）邨 （獲編配至黃大仙下邨的居民中途以慈安邨安合樓作過渡居所，直至有關樓宇於1990年落成） |
| 民俊樓（第66座） | 第五型   | 1969年   | 1997年   | 慈康邨                                         |                  | （同一屋邨所有樓宇） 慈樂邨 黃大仙下（二）邨                                                                                 |

## 教育及福利設施

### 幼稚園
- 保良局方譚遠良（慈雲山）幼稚園暨幼兒園 （1980年創辦）（位於民泰樓地下1-2及5-12號）

### 綜合青少年服務中心
- 中華錫安傳道會慈雲山錫安青少年綜合服務中心  （位於民健樓地下B及C翼）

重建前學校
- 聖公會約榮小學（1988年9月遷往紅磡並易名聖公會奉基小學）
- 葛師校友會慈雲山學校（1988年因相連樓宇需要拆卸而結束）
- 五旬節聖潔會第二永光學校（1997年結束）
- 信生中英文幼稚園（原先位於第66座低層，1994年遷往由61-65座重建而成的慈安苑安欣閣地下）

## 外部連結
- 房委會慈民邨資料 （页面存档备份，存于）